# Veselíčko (zámek)
Veselíčko je zámek z 18. století ve stejnojmenné obci v okrese Přerov. Je chráněn jako kulturní památka a zároveň jako přírodní památka Veselíčko. Od roku 1945 se zde nachází výchovný ústav.

## Historie
První písemná zmínka o Veselíčku je z roku 1275. Po roce 1548 zde Erazim z Bobolusk postavil tvrz a pivovar, čímž se veselíčko stalo centrem panství. Od roku 1573 panství patřilo rodu Podstatských z Prusinovic. K tvrzi byla v 17. století přistavěna domácí kaple, o níž se dochovala zmínka z roku 1669. V letech 1768–1769 tvrz přestavěl stavitel Thalherr z Fulneku pozdně barokní zámek, který rod Podstatských vlastnil až do roku 1945.
V roce 1805 zde byla zřízena polní nemocnice pro zraněné vojáky z bitvy u Slavkova. Nedaleko nad obcí vznikl vojenský hřbitov, kde je pohřbeno cca 700 padlých. Zámek se stal lazaretem znovu po bitvě u Wagramu (1809) a po bitvě u Lipska (1813). Na přelomu 19. a 20. století byl u zámku založen park.
Na Zámeckém kopci, byl u příležitosti stého výročí bitvy u Slavkova, vztyčen památník padlým vojákům, kteří zemřeli ve zdejším lazaretu. Od roku 1945 je v zámku umístěn výchovný ústav pro děti a mládež – zařízení pro výkon ústavní a ochranné výchovy chlapců do ukončení povinné školní docházky, jehož zřizovatelem je Ministerstvo školství, mládeže a tělovýchovy.
V letech 2009–2011 zámek prošel rekonstrukcí.

## Popis
Dvoupatrová budova je obdélníkového půdorysu. V minulosti k zámku náležel hospodářský dvůr s chlévem, stodolou a obytnými přízemními domky. V zámku se nachází Kaple sv. Františka Paulánského se vzácnými freskami. 

## Park
K areálu patří terasovitá francouzská zahrada založená v roce 1778 a přírodně-krajinářský anglický park, budovaný od přelomu 18. a 19. století. Nachází se zde mnoho vzácných dřevin a z architektonického i botanického hlediska patří k nejcennějším na severní Moravě. Park na ploše 5,4 hektarů byl od roku 2010 velkoryse rekonstruován, je velmi dobře udržovaný a přístupný veřejnosti. 
Na půdě zámku přes léto sídlí kolonie evropsky významného druhu netopýra velkého (Myotis myotis). Kolonie čítá kolem 210–420 jedinců. Zámecká budova je proto chráněna jako přírodní památka Veselíčko.

## Galerie

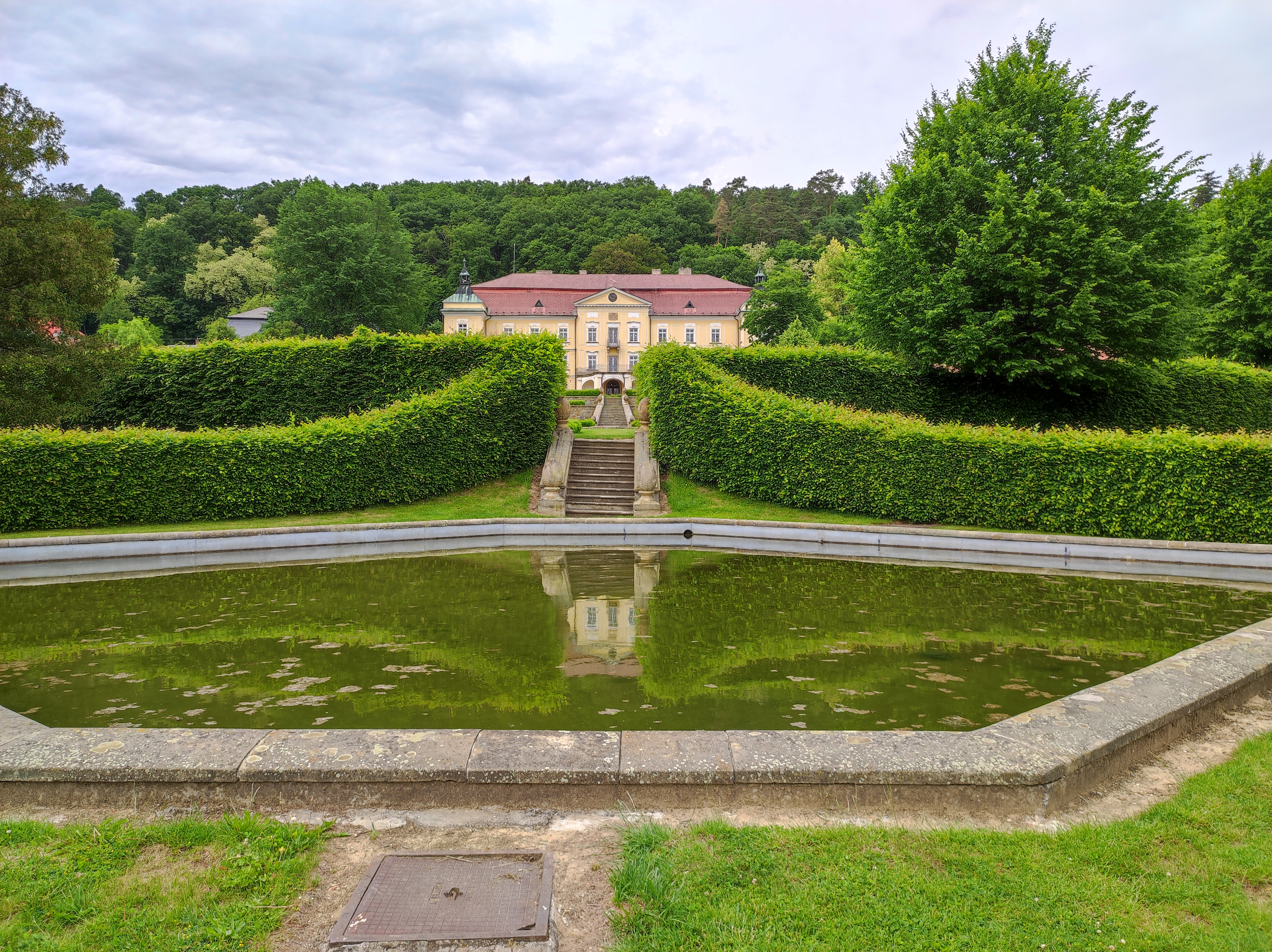
Bazén a francouzský park
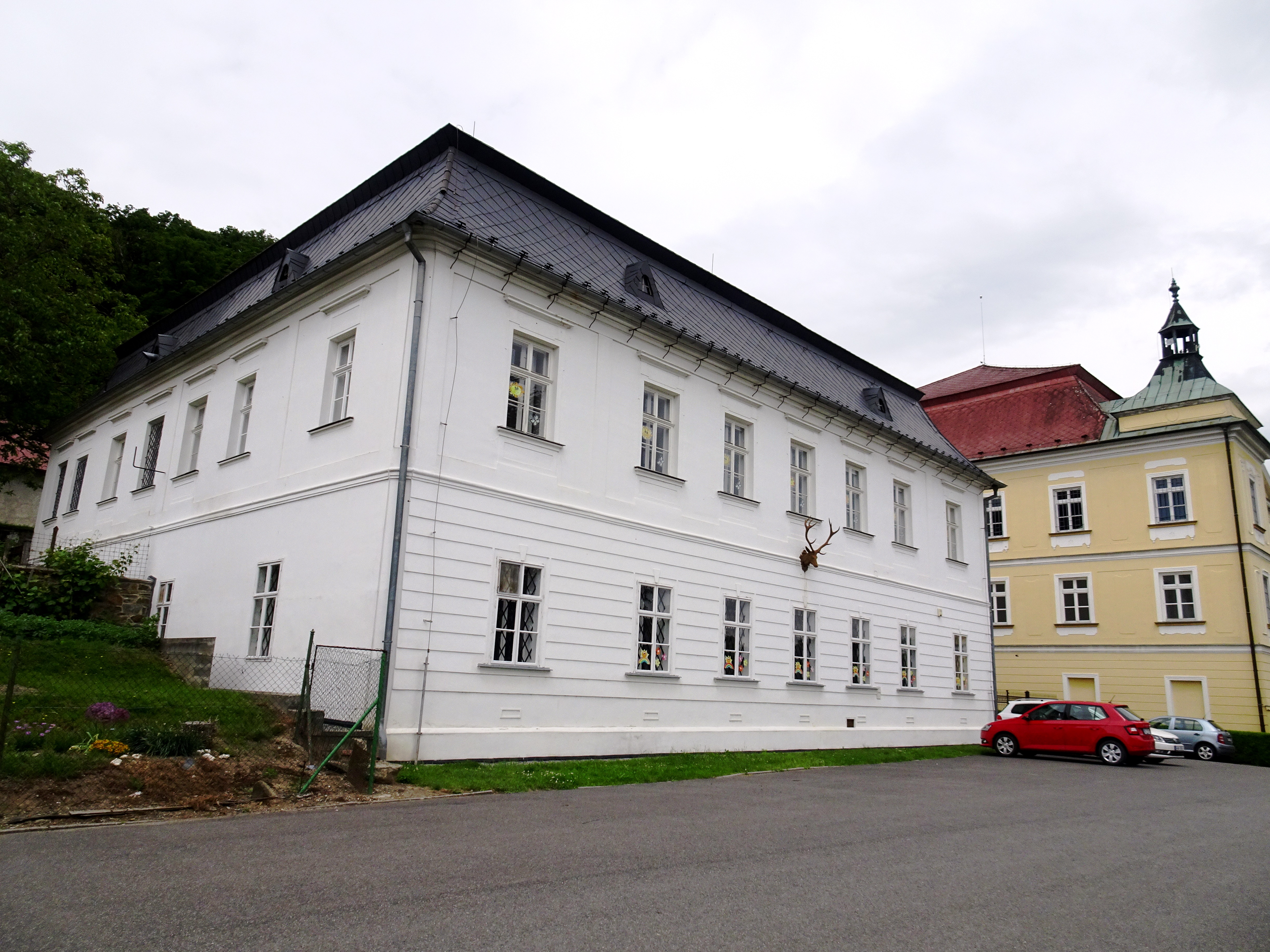
Úřední budova
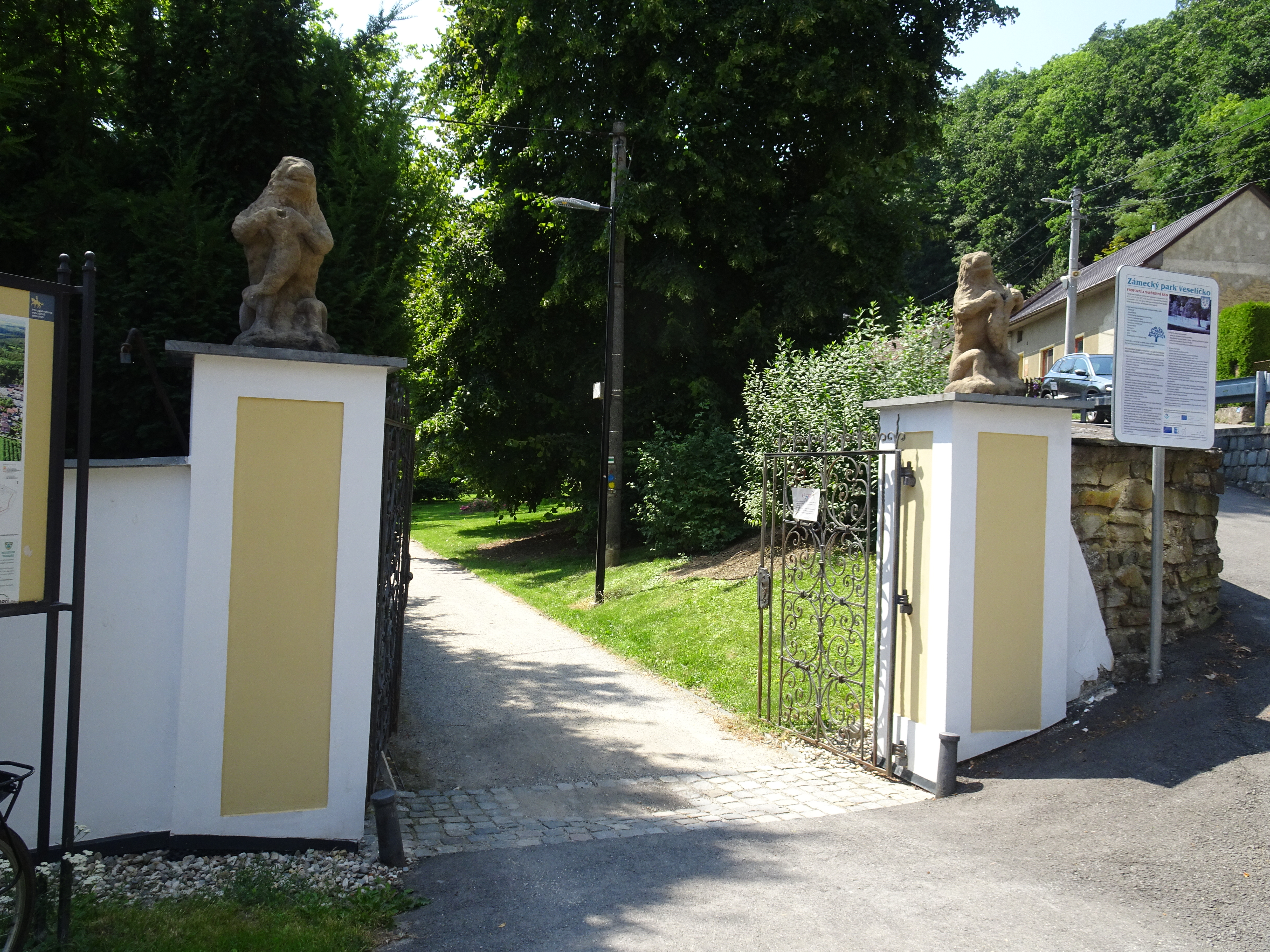
Brána do zámeckého parku
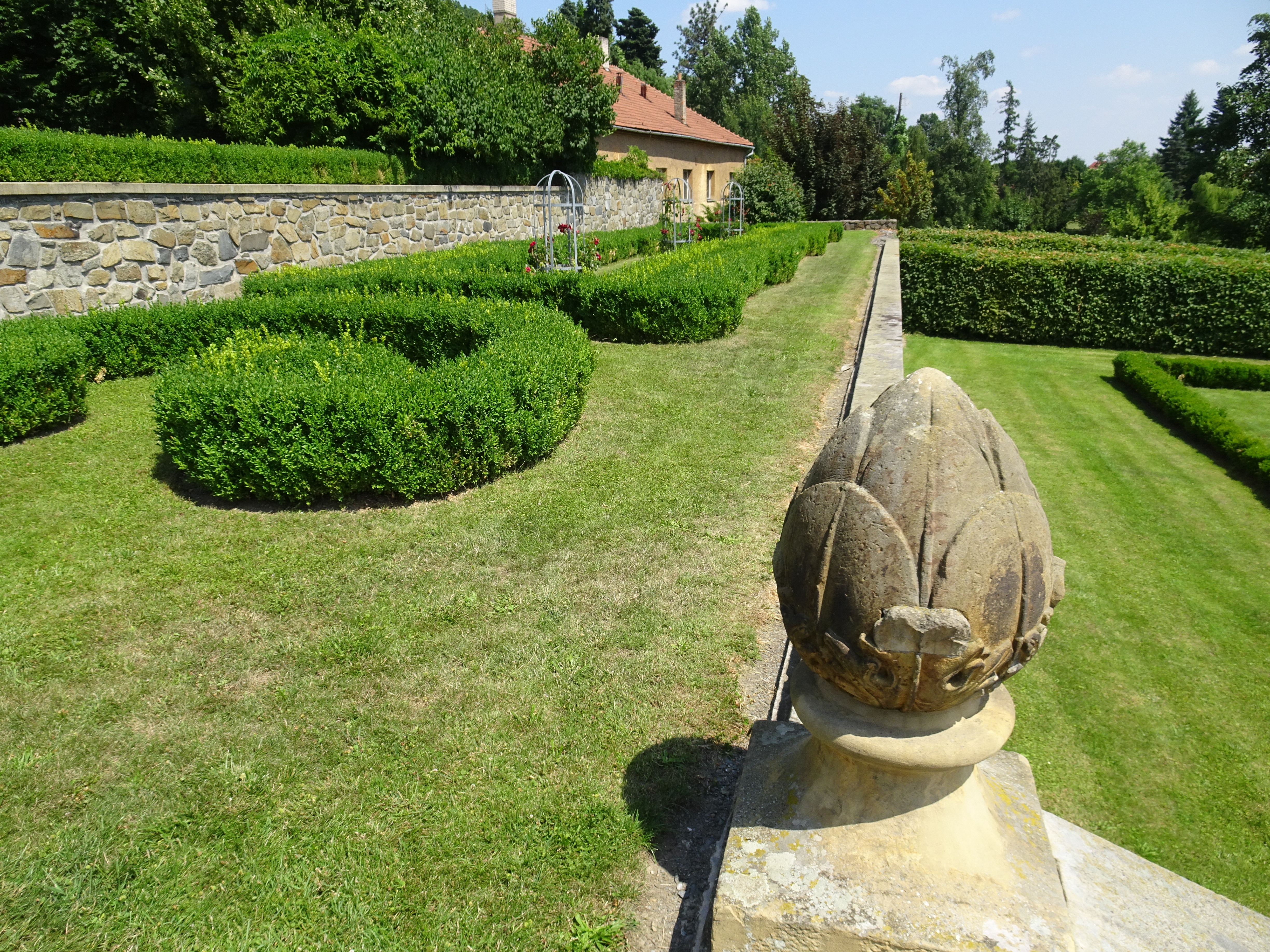
Kamenná šiška a rozárium
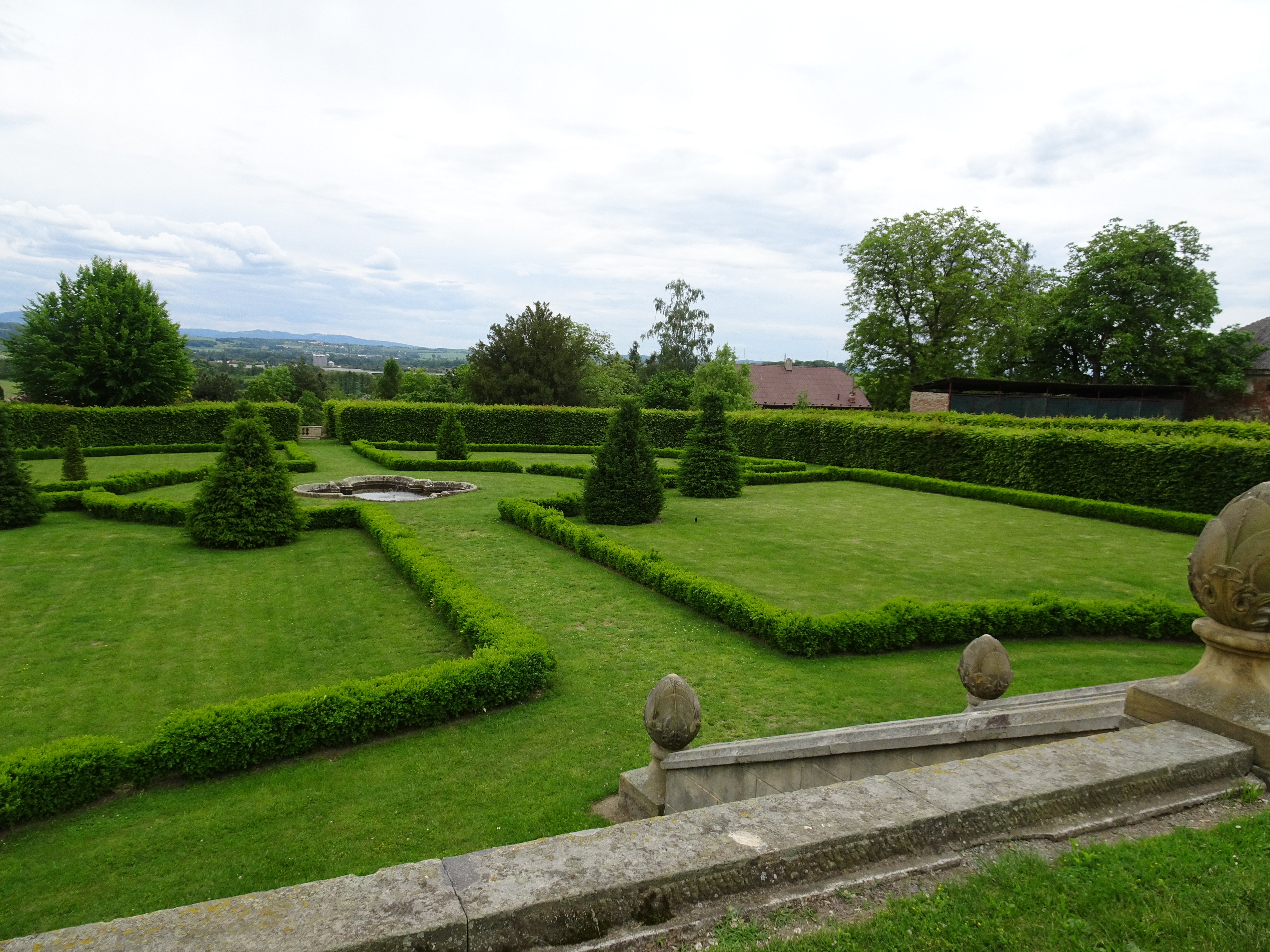
Francouzský park
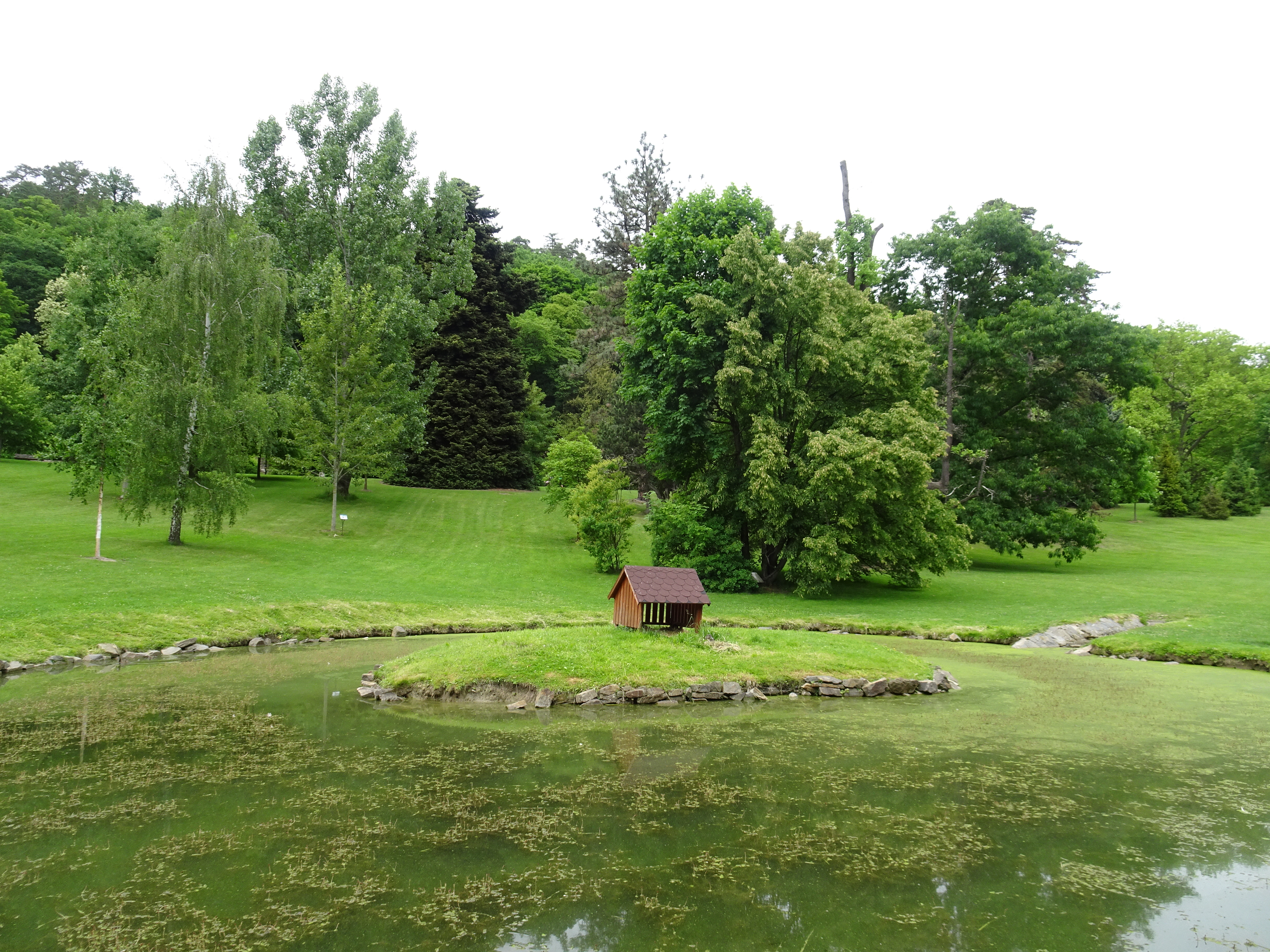
Anglický park s jezírkem
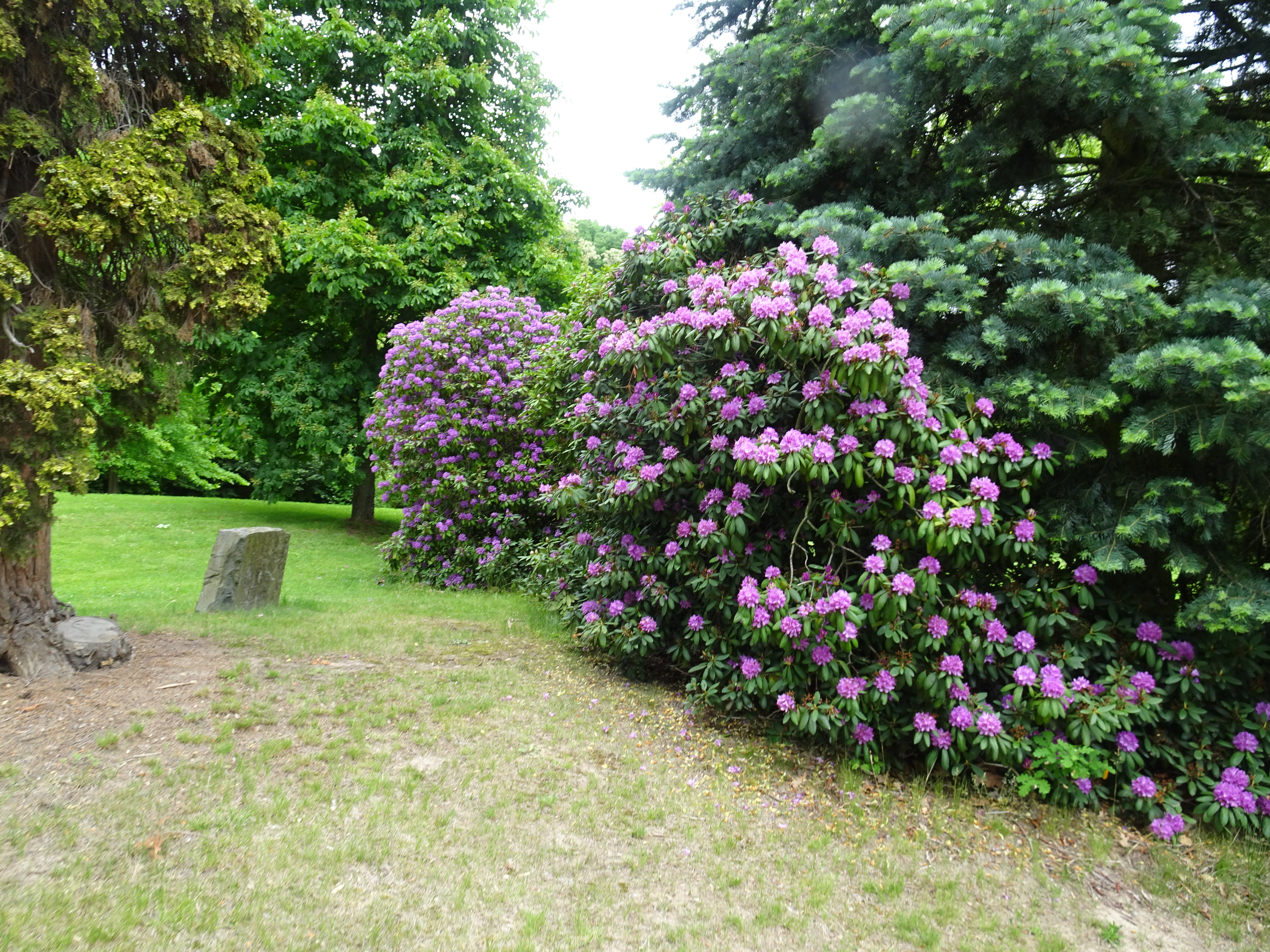
Rododendrony v anglickém parku